# BLAME! (película)
Blame! (ブラム!  Buramu!?) (estilizado como BLAME!) es una película de acción de ciencia ficción de anime japonés dirigida por Hiroyuki Seshita, producida por Polygon Pictures, escrita por Tsutomu Nihei y basada en la serie de manga BLAME!, que fue escrita e ilustrada por Tsutomu Nihei. Fue lanzado mundialmente por Netflix el 20 de mayo de 2017.

## Argumento
En el lejano futuro tecnológico, la civilización ha alcanzado su forma última basada en la red. Una "infección" en el pasado causó que los sistemas automatizados salieran en espiral fuera de orden, dando lugar a una estructura de ciudad de múltiples niveles que se reproduce infinitamente en todas las direcciones. Ahora la humanidad ha perdido el acceso a los controles de la ciudad y es perseguida y purgada por el sistema de defensa conocido como Los Salvaguardias. En un pequeño rincón de la ciudad, un pequeño grupo de humanos conocidos como el Electro-Pescadores se enfrenta a la extinción eventual, atrapados entre la amenaza de la salvaguardia y la disminución de los suministros de alimentos. Una muchacha llamada Zuru va en un viaje para encontrar la comida para su aldea, solamente para causar inadvertidamente la condenación cuando una torre de observación la detecta y convoca un paquete de la salvaguardia para eliminar la amenaza.
Con sus compañeros muertos y todas las vías de escape bloqueadas, Killy, el Vagabundo es llevado a la aldea, donde conoce a Papá, el líder de la aldea, quien expresa interés en él después de enterarse de que ha estado en "6000 niveles más abajo". Killy incluso ayuda a ayudar con el problema de la comida de la aldea, pasándoles una gran cantidad de raciones. De repente, se va a un área debajo de la aldea llamada Santuario Putrefacto, y seguido por Zuru y Tae, encuentra el cadáver-máquina estropeado de Cibo, una ex científica de antes del desastre. Cibo revela que es ella quien construyó un generador de escudo que protege a la aldea de los salvaguardias, y les dice a los aldeanos que es posible producir más raciones yendo a una "fábrica automatizada" cercana.
Haciendo caso de sus palabras, un grupo de pescadores eléctricos, incluidos Tae y Zuru, viajan a la fábrica automatizada en busca de más raciones. Al llegar allí, Cibo ayuda a iniciar sesión en el sistema y produce una gran cantidad de raciones, para el deleite de los Electro-Pescadores. Sin embargo, justo después de que ella produce una máquina para Killy, el sistema rechaza su inicio de sesión y comienza a producir Exterminadores en masa para eliminar a los Electro-Pescadores. Cibo, que se rehace a sí misma usando el sistema en forma de cyborg, lleva a los aldeanos, con Tae ahora roto su brazo, a un vagón de ferrocarril y escapa de regreso a la aldea. Durante el viaje, Killy queda inconsciente tratando de salvar a los Electro-Pescadores.
Al llegar a la aldea, los aldeanos celebran la repentina cantidad de comida y, al mismo tiempo, lamentan su pérdida. Mientras realiza la celebración, Cibo despierta en secreto a Killy con solo Zuru como testigo y lo lleva hacia el generador de escudos con la máquina. Mientras se dirige hacia abajo, Tae lleva su arma a la plataforma del observatorio y dispara el generador de escudo, tras lo cual se revela que la verdadera Tae fue asesinada y reemplazada por una representante cyborg de la salvaguardia en la fábrica. Sanakan, como ahora se llama a sí misma, procede a matar a la mayoría de los aldeanos, considerándolos residentes ilegales mientras destruye la aldea en el proceso.
Killy, al darse cuenta de lo que ha ocurrido, vuelve corriendo a la aldea por su cuenta. Cibo viaja más abajo a un ritmo más rápido, donde coloca la máquina justo al lado del Generador de escudos destruido y se conecta a él. De vuelta en la cima, Sanakan está matando a los aldeanos, pero los ancianos de la aldea conducen frenéticamente al resto de los aldeanos a la cima de la aldea donde se resisten a ella usando las armas que les quedan. El propio Killy entra en combate con Sanakan, quien después de derribarlo, nota que es un cuerpo "robado de la salvaguardia". Killy es salvado en el último minuto por Zuru, quien le arroja su arma; que dispara y destruye a Sanakan, pero no sin antes de que Sanakan destruya a Cibo.
Cibo, en una dimensión alternativa, suplica a la Autoridad, que controla la salvaguardia, que deje ir a los aldeanos. Al no poder hacerlo, le permiten acceder al mapa de la ciudad, revelando un nivel abandonado a salvo del control de la salvaguardia al que los aldeanos pueden evacuar.
Cibo, que ahora funciona a través del único brazo que le queda, lleva a los aldeanos restantes a un vagón de ferrocarril de nivel trans, pero justo después de que los aldeanos entran, una Vigía los ve y genera un Exterminador gigantesco. Killy lanza el dispositivo que lo ha mantenido a salvo del salvaguardia a Zuru, sobre lo cual dice que todavía quiere encontrar el Net Terminal Gene, que permite el control humano de la salvaguardia. Killy aparentemente se sacrifica para que los aldeanos pudieran escapar sanos y salvos.

## Elenco y voces
| Personaje | Seiyū Japón        | Actor de doblaje Estados Unidos | Actor de doblaje España | Actor de doblaje Hispanoamérica |
| --------- | ------------------ | ------------------------------- | ----------------------- | ------------------------------- |
| Killy     | Takahiro Sakurai   | Kyle McCarley                   | Juan Miranda            | Irwin Daayán                    |
| Shibo     | Kana Hanazawa      | Cristina Vee                    | Chelo Díaz              | Fernanda Robles                 |
| Zuru      | Sora Amamiya       | Christine Marie Cabanos         | Ana Ouro                | Nycolle González                |
| Sutezo    | Mamoru Miyano      | Keith Silverstein               | José Carlos Sansegundo  | Carlo Vázquez                   |
| Tae       | Aya Suzaki         | Cherami Leigh                   | Montserrat Dávila       | Karen Vallejo                   |
| Fusata    | Nobunaga Shimazaki | Bryce Papenbrook                | Jesús Ángel Rosado      | Dan Frausto                     |
| Atsuji    | Yūki Kaji          | Johnny Yong Bosch               | Carlos Jiménez          | David Allende                   |
| Shige     | Kōtarō Nishiyama   | Brian Beacock                   | Damián Cortés           | Miguel Ángel Ruiz               |
| Fuku      | Nanako Mori        | Reba Buhr                       | Alicia Taboada          | Stephanie Gándara               |
| Papá      | Kazuhiro Yamaji    | Michael McConnohie              | Juan Diéguez            | Martín Soto                     |
| Shizu     | Ayane Sakura       | Cassandra Morris                | Paula Carro             | Vannesa Olea                    |
| Autoridad | Aki Toyosaki       | Karen Strassman                 | Maxo Barjas             | Danann Huicochea                |
| Sanakan   | Saori Hayami       | Kira Buckland                   | Rocío Pereiras          | Carla Castañeda                 |

## Producción
Los planes para una película de animación CGI de larga duración se anunciaron en 2007. Sin embargo, este proyecto de película CG propuesto no fue puesto en libertad antes de Micott y Basara (el estudio contratado) se declaró en quiebra en 2011.
Se anunció en noviembre de 2015 que la serie obtendrá una adaptación de cine teatral anime. La película está dirigida por Hiroyuki Seshita y escrita por Tsutomu Nihei y Sadayuki Murai, con animación de Polygon Pictures y diseños de personajes de Yuki Moriyama.

## Estreno
BLAME! fue lanzado por Polygon Pictures el 19 de mayo de 2017. Se puso a disposición de los suscriptores de Netflix un día después, el 20 de mayo de 2017.